# Långtjärnen (Storsjö socken, Härjedalen, 697048-137001)
Långtjärnen är en sjö i Bergs kommun i Härjedalen och ingår i Ljungans huvudavrinningsområde. Sjön har en area på 0,123 kvadratkilometer och ligger 602,4 meter över havet. Sjön avvattnas av vattendraget Björnsjöån.

## Delavrinningsområde
Långtjärnen ingår i det delavrinningsområde (697102-136933) som SMHI kallar för Utloppet av Öster-Rotsjön. Medelhöjden är 614 meter över havet och ytan är 4,78 kvadratkilometer. Det finns inga avrinningsområden uppströms utan avrinningsområdet är högsta punkten. Björnsjöån som avvattnar avrinningsområdet har biflödesordning 3, vilket innebär att vattnet flödar genom totalt 3 vattendrag innan det når havet efter 308 kilometer. Avrinningsområdet består mestadels av skog (68 procent). Avrinningsområdet har 1,03 kvadratkilometer vattenytor vilket ger det en sjöprocent på 21,4 procent.